# SOS Humanity
SOS Humanity (2015 bis 2021 SOS Mediterranee Deutschland) ist eine deutsche gemeinnützige Nichtregierungsorganisation, die Seenotrettung im Mittelmeer organisiert und die Konsequenzen einer angeblich „menschenverachtenden Abschottungspolitik der EU“ aufzeigen will. Der Verein mit Sitz in Berlin betreibt dazu das frühere Forschungsschiff Sea-Watch 4, seit 2022 unter dem Namen Humanity 1. Der Verein ist überwiegend spendenfinanziert.

## Organisation
Der Verein will Menschen auf der Flucht auf dem Mittelmeer retten und an einen sicheren Ort bringen. Auch will er die Öffentlichkeit über die Situation von Geflüchteten im Mittelmeer aufklären sowie Rechtsverstöße und Missstände der Behörden dokumentieren.
SOS Humanity hat seinen Vereinssitz und seine Geschäftsstelle in Berlin, zudem gibt es Freiwilligengruppen in verschiedenen deutschen Städten. Dem Verein gehören 50 ordentliche Mitglieder an, die auf der jährlichen Mitgliederversammlung den Vorstand bestehend aus vier Mitgliedern und drei Beisitzern wählen. Seit 2019 hat Laura Gorriahn den Vorsitz inne, seit Mai 2023 leitet Till Rummenhohl die Geschäftsstelle. Die Geschäftsstelle beschäftigte im Jahr 2021 21 Mitarbeitende in Voll- und Teilzeit.
Der Verein ist Mitglied im deutschen Spendenrat, der Initiative Transparente Zivilgesellschaft und Gastmitglied beim VENRO. Er hält Unterstützung unter anderem von Aktion Deutschland Hilft, AWO International, UNO-Flüchtlingshilfe und United4Rescue.

## Such- und Rettungseinsätze
Die Such- und Rettungseinsätze des Vereins wie der anderen im zentralen Mittelmeer operierenden NGOs erfolgen nach internationalem Seerecht. Demnach müssen Menschen in Seenot sofort durch in ihrer Nähe befindliche Schiffe geborgen werden, eine (medizinische) Erstversorgung erhalten und an einen sicheren Ort („Place of Safety“) gebracht werden.
Gemäß der SOLAS-Konvention, einer UN-Konvention zur Schiffssicherheit von 1974, werden Rettungsoperationen im zentralen Mittelmeer in Abstimmung mit den Seenotrettungszentralen (englisch Maritime Rescue Coordination Center, kurz MRCC) der Anrainerstaaten Italien, Malta und Libyen durchgeführt. Bis Mai 2018 war Italien de facto für die Koordination aller Rettungseinsätze in internationalen Gewässern südlich von Lampedusa verantwortlich. Die italienische Seenotrettungsleitstelle in Rom informierte über Boote in Seenot und beauftragte anwesende Schiffe, darunter zivile Rettungsschiffe, mit der Rettung. Seit der Übertragung der Such- und Rettungs-Zone (englisch Search and Rescue, SAR) von Italien auf Libyen, die von der Internationalen Seeschifffahrts-Organisation im Juni 2018 offiziell anerkannt wurde, hat die von der EU finanzierte und geförderte libysche Küstenwache die Koordination von Rettungseinsätzen in der libyschen SAR-Zone übernommen.
Gemäß der SOLAS-Konvention fragen Seenotrettungsorganisationen wie SOS Mediterranee bzw. SOS Humanity im Anschluss an eine Rettung bei der zuständigen Rettungsleitstelle die Zuweisung eines sicheren Ortes zum Anlanden an. Die aus Seenot Geretteten werden entsprechend den Anweisungen an Land gebracht. SOS Mediterranee bzw. SOS Humanity erklärt jedoch unter Verweis auf systematische Menschenrechtsverletzungen in Libyen, dass Libyen nicht als sicherer Ort gelten kann. Geflüchtete werden in Libyen inhaftiert und sind Sklaverei, Vergewaltigung, Folter und Erpressung ausgesetzt. Auch die Flüchtlingshilfsorganisationen der Vereinten Nationen (UNHCR, IOM) betonen, dass aus Seenot gerettete Menschen im zentralen Mittelmeer nicht nach Libyen zurückgebracht werden dürfen.

## Politischer Einsatz
Der Verein will Menschenrechtsverletzungen auf See sichtbar machen, die Öffentlichkeit über die europäische Migrationspolitik informieren und sich auf politischer Ebene für die Rechte von über das Meer geflüchteten Menschen einsetzen. SOS Humanity fordert von der Europäischen Union und ihren Mitgliedsstaaten die Einhaltung des Völkerrechts auf See, ein effektives staatlich koordiniertes Such- und Rettungsprogramm, schnellstmögliche Ausschiffung der Geretteten an einem sicheren und nahegelegenen Ort in der EU, das Ende der Kooperation mit Drittstaaten zur Migrationsabwehr, sowie der Behinderung der zivilen Seenotrettung.
Im Juli 2023 haben die Nichtregierungsorganisationen SOS Humanity, Ärzte ohne Grenzen (MSF), Oxfam Italia, Association for Juridical Studies on Immigration (ASGI) und EMERGENCY eine Beschwerde über das italienische Gesetz 15/2023 und die Praxis der italienischen Behörden an die EU-Kommission eingereicht. Sie argumentieren, dass das Gesetz ernsthafte Bedenken hinsichtlich seiner Vereinbarkeit mit einschlägigem EU-Recht und den völkerrechtlichen Verpflichtungen der EU-Mitgliedstaaten in Bezug auf Such- und Rettungsmaßnahmen auf See aufwerfe.
Zusammen mit Mission Lifeline und Sea-Eye hat SOS Humanity im April 2023 zudem vor dem Zivilgericht in Rom gegen die systematische Zuweisung weit entfernter Häfen durch die italienischen Behörden geklagt, die nicht im Einklang mit dem internationalen Seerecht stehe.
In der Petition „SOS auf dem Mittelmeer. Seenotrettung europäisch koordinieren“ forderte SOS Humanity die deutsche Bundesregierung 2023 auf, ihr Koalitionsversprechen zur Seenotrettung umzusetzen und ein europäisch koordiniertes Seenotrettungsprogramm anzustoßen. Die Petition erreichte 62.943 Unterschriften und wurde am 7. Juni 2023 an die deutsche Innenministerin Nancy Faeser übergeben.

## Geschichte
Am 4. Mai 2015 wurde SOS Mediterranee Deutschland e.V. auf Initiative des Kapitäns und Historikers Klaus Vogel in Berlin gegründet, nachdem die staatliche italienische Rettungsmission Mare Nostrum beendet worden war. Gleichnamige Vereine bildeten sich in Frankreich, Italien und der Schweiz. Die vier Vereine im europäischen Verbund SOS Méditerranée retteten bis Ende 2021 nach eigenen Angaben insgesamt 34.631 Menschen im zentralen Mittelmeer aus Seenot.
2016 charterte SOS Mediterranee Deutschland die unter der Flagge Gibraltars fahrende Aquarius und setzte das frühere Fischereischutzschiff der deutschen Küstenwache in den internationalen Gewässern vor der libyschen Küste zur Seenotrettung ein. Von 2016 bis 2018 konnte die Aquarius 29.523 Menschen retten.
2019 charterte SOS Mediterranee die 1986 gebaute Ocean Viking. Sie ist als Frachtschiff registriert und fährt unter norwegischer Flagge. Vor der ersten Seenotrettungsmission wurde das Schiff zu einem Rettungsschiff umgebaut. Von 2019 bis 2022 rettete die Ocean Viking 5.108 Menschen.
Um ein eigenes Schiff im Mittelmeer zu betreiben, löste sich der deutsche Verein Ende 2021 aus dem Verbund. Seit August 2022 ergänzt SOS Humanity die zivile Rettungsflotte der diversen Seenotrettungsorganisationen mit der Humanity 1. SOS Méditerranée betreibt weiterhin die Ocean Viking und setzt die Arbeit in Deutschland als gemeinnützige GmbH fort.
Die Humanity 1 war zuvor von Sea-Watch unter dem Namen Sea-Watch 4 genutzt worden. Im Juli 2022 wurde das Schiff im Trockendock vorbereitet und am 19. August 2022 im spanischen Vinaròs umgetauft. An Bord der Humanity 1 befindet sich bei jedem Einsatz eine internationale Crew aus 28 Personen, die teils fest angestellt sind und sich andernteils aus einer Gruppe Freiwilliger sowie einer externen Person für Medienberichterstattung zusammensetzt. Ende August brach sie zu ihrem ersten Einsatz unter neuem Namen auf, bei welchem 414 Menschen – darunter 40 Frauen, 105 unbegleitete Minderjährige sowie 62 Kinder unter 13 Jahren – gerettet wurden. Insgesamt konnten im Jahr 2022 mit der Humanity 1 855 Menschen gerettet werden.
Durch ein im Januar 2023 verabschiedetes Dekret der italienischen Regierung, welches im Februar 2023 in das Gesetz 15/2023 umgewandelt wurde, werden die Einsätze nach Angaben der Hilfsorganisation behindert. Das Gesetz sieht unter anderem vor, dass die Schiffe von Hilfsorganisationen nach einer ersten Rettung sofort den zugewiesenen Hafen ansteuern müssen, ohne eventuell weiteren Booten Hilfe leisten zu können. Zusätzlich werden den NGOs seit Dezember 2022 weit entfernte Häfen zugewiesen, wodurch die Zeit im Einsatzgebiet verkürzt wird und weniger Rettungen stattfinden können.

## Finanzierung
2021 betrug der Umsatz des Vereins 1.886.205 Euro. Von den Einnahmen sind rund 61 Prozent Privatspenden, 25 Prozent Fördermittel von Partnerorganisationen wie ADRA Deutschland, AWO International, Help Age Deutschland, Islamic Relief, u. a., 8 Prozent Spenden von Unternehmen oder Stiftungen, und 6 Prozent öffentliche Gelder. Der Verein ist Mitglied im deutschen Spendenrat, der Initiative Transparente Zivilgesellschaft, und Gastmitglied beim VENRO. Er hält Unterstützung unter anderem von Aktion Deutschland Hilft, UNO-Flüchtlingshilfe, und United4Rescue.

## Auszeichnungen
- Sozialer Menschenrechtspreis der Eberhard-Schultz-Stiftung
- 2016 Schwarzkopf-Europa-Preis[44]
- 2016 Europäischer Bürgerpreis[45]
- 2016 Carl-von-Ossietzky-Medaille[46]
- 2016 Preis der Zivilgesellschaft des Europäischen Wirtschafts- und Sozialausschusses[47]
- 2017 Deutsch-Französischer Medienpreis[48]
- 2017 UNESCO-Félix Houphouët-Boigny-Friedenspreis[49]
- 2018: Nominierung Sacharow-Preis 2018 und Friedensnobelpreis[50]
- 2020 Nominierung von Gründer Klaus Vogel und von Sophie Beau für den Aurora-Preis zur Förderung der Menschlichkeit[51]
- 2021 Bundesverdienstkreuz am Bande für Klaus Vogel[52]
- 2023 erhält das Bündnis SOS Mediterranee, wovon SOS Humanity bis 2021 Teil war, den Right Livelihood Award, besser bekannt als "Alternative Nobelpreis"[53]

## Veröffentlichungen
- Völkerrecht über Bord – wie die EU die Verantwortung für Seenotrettung im zentralen Mittelmeer auslagert, SOS Méditerranée Deutschland, November 2020 (als pdf verfügbar: https://sos-humanity.org/wp-content/uploads/2022/07/Report_Voelkerrecht-ueber-Bord-Wie-die-EU-die-Verantwortung-zur-Seenotrettung-im-zentralen-Mittelmeer-auslagert.pdf)
- Schiffbrüchige Minderjährige: Die Pflicht zu schützen, SOS Méditerranée Deutschland, (als PDF verfügbar: https://sos-humanity.org/wp-content/uploads/2023/03/Dossier-Schiffbruechige-Jugend.pdf)
- Rescue Report No.1, SOS Humanity, September 2022 (als PDF verfügbar: https://sos-humanity.org/wp-content/uploads/2022/09/SOS-Humanity-Rescue-Report-No.-1-1.pdf)
- Rescue Report No. 2: SOS Humanity, November 2022 (als PDF verfügbar: https://sos-humanity.org/wp-content/uploads/2022/11/20221110_Rotation-Report_2_final.pdf)
- Rescue Report No. 3: SOS Humanity, Jänner 2021, (als PDF verfügbar: https://sos-humanity.org/wp-content/uploads/2023/01/20230119__SOS-Humanity_Rescue-Report-No-3.pdf)
- Diverse Positionspapiere (als PDFs verfügbar: https://sos-humanity.org/unser-einsatz/veraendern/positionspapiere/)